# علي مهنا
علي جميل مصطفى مهنا (26 مارس 1954) سياسي وقانوني فلسطيني، يشغل منذ 5 يونيو 2023 منصب رئيس المحكمة الدستورية الفلسطينية العليا.

## النشأة والتحصيل العلمي
وُلد علي جميل مصطفى مهنا بتاريخ 26 مارس 1954، حصل على شهادة البكالوريس في الحقوق من جامعة بيروت العربية عام 1976، وعلى شهادة الماجستير في القانون من جامعة القدس عام 2003.

## حياته العملية
شغل منصب وزير العدل الفلسطيني في الحكومة الفلسطينية الرابعة عشر، والخامسة عشر، والسادسة عشر. كما شغل سابقًا منصب رئيس كل من محكمة العدل الفلسطينية العليا، ومجلس القضاء الفلسطيني الأعلى حتى قرار محكمة العدل العليا الفلسطيني بإلغاء قرار تعيينه في 7 ديسمبر 2015، وهو نقيب سابق لنقابة المحامين النظاميين الفلسطينيين، وعضو سابق في المجلس الثوري لحركة فتح بين عامي 2009 و2016. شغل مهنا منصب المستشار القانوني للرئيس الفلسطيني محمود عباس في الفترة منذ 27 يناير 2019 حتى إقالته في 19 أغسطس 2019، أُعيد تكليفه مرة أخرى بذات المنصب في 19 أغسطس 2019.
في 8 أغسطس 2022، أعاد الرئيس الفلسطيني تشكيل مجلس أمناء جامعة الاستقلال، وعيّنه عضوًا فيه. استمر حتى قبول استقالته في 5 يونيو 2023.
أصبح بصفته مستشارًا قانونيًا للرئيس في 31 يوليو 2019 عضوًا في المجلس التنسيقي الأعلى لقطاع العدالة.